# EED
La proteína polycomb EED (EED, de sus siglas en inglés "Embryonic Ectoderm Development") es una proteína codificada en humanos por el gen EED.

## Función
La proteína polycomb EED pertenece a la familia del grupo Polycomb (PcG). Los miembros de la familia PcG forman complejos proteicos multiméricos que están implicados en el mantenimiento de la represión transcripcional de determinados genes a lo largo de generaciones sucesivas de división celular. La proteína EED interacciona con el potenciador de zeste 2, con el extremo citoplásmico de la integrina β7, con la proteína MA del virus VIH tipo 1 y con proteínas con actividad histona deacetilasa. Esta proteína media la represión de la actividad génica por medio de la de acetilación de histonas, y podría actuar como un regulador específico de la función de las integrinas. Se han descrito dos variantes transcripcionales del gen, que codifican diferentes isoformas de la proteína.

## Interacciones
La proteína EED ha demostrado ser capaz de interaccionar con:
- HDAC1[4]
- HDAC2[4]
- PPP1R8[5]
- TGS1[6]
- EZH2[7][4][8]
- ITGB7[1]